# Premio Nacional de Música
|  | No s'ha de confondre amb Premi Nacional de Música. |

Premio Nacional de Música és el nom que reben cadascun dels dos premis que atorga anualment l’Instituto Nacional de las Artes Escénicas y de la Música (INAEM) del Ministeri de Cultura d'Espanya, per a les modalitats de Composició i d’Interpretació. Els premis reconeixen la qualitat, la significació o el caràcter innovador d’obres o activitats, dins l’àmbit de la música, en els terrenys respectius de la composició i de la interpretació, que s’hagin representat o bé hagin esdevingut públiques durant l’any corresponent. Aquestes obres o activitats poden haver estat realitzades per persones físiques o per col·lectius.

## Guardonats
A la taula següent es mostren els noms tal com apareixen, sovint amb la grafia castellana i també amb algun error puntual, en la relació de premiats publicada pel Ministeri de Cultura, o bé en l'ordre de concessió.
| Any  | Composició                        | Interpretació                                                |
| ---- | --------------------------------- | ------------------------------------------------------------ |
| 2023 | Eduardo Soutullo                  | Juan Manuel Cañizares                                        |
| 2022 | Alicia Díaz de la Fuente          | Jaime Martín Delgado                                         |
| 2021 | Gabriel Erkoreka Graña            | Montserrat Torrent i Serra                                   |
| 2020 | Raquel García Tomás               | Spanish Brass Luur Metalls                                   |
| 2019 | Félix Ibarrondo Ugarte            | Asier Polo Bilbao                                            |
| 2018 | Javier Darias                     | Cuarteto Quiroga                                             |
| 2017 | Teresa Catalán Sánchez            | Rosa Torres-Pardo Criado                                     |
| 2016 | Antoni Parera Fons                | Juan José Mena Ostériz "Juanjo Mena"                         |
| 2015 | Alfredo Aracil Ávila              | María José Montiel Barcia                                    |
| 2014 | María de Alvear Müller            | Jordi Savall Bernadet, que hi renuncia                       |
| 2013 | Benet Casablancas Domingo         | Trío Arbós                                                   |
| 2012 | Jesús Enrique Torres Ruiz         | Javier Perianez Granero («Javier Perianes»)                  |
| 2011 | Juan Alberto Posadas Gago         | Orquesta Barroca de Sevilla                                  |
| 2010 | Elena Mendoza López               | Diego Fernández Magdaleno                                    |
| 2009 | Josep Soler Sardá                 | María Josefina Bayo Jiménez “María Bayo”                     |
| 2008 | Carles Santos Ventura             | José Luis Temes Rodríguez                                    |
| 2007 | Jorge Fernández Guerra            | Miguel Poveda                                                |
| 2006 | César Camarero                    | Cuarteto Casals                                              |
| 2005 | David del Puerto                  | Grup Instrumental de València                                |
| 2004 | Jesús Rueda                       | Al Ayre Español                                              |
| 2003 | José María Sánchez-Verdú          | Carlos Álvarez                                               |
| 2002 | Tomás Marco Aragón                | Arturo Tamayo Ballesteros                                    |
| 2001 | Mauricio Sotelo                   | Carmen Pacheco Rodríguez, "Carmen Linares"                   |
| 2000 | José Manuel López López           | Manuel Muñoz Alcón, "Manolo Sanlúcar"                        |
| 1999 | Ángel Martín Pompey               | Josep Pons                                                   |
| 1998 | Agustín González de Acilu         | Josep Maria Colom del Rincón                                 |
| 1997 | José Ramón García Román           | Sax Ensemble                                                 |
| 1996 | José Luis Turina de Santos        | Teresa Berganza Vargas                                       |
| 1995 | José Luis de Delás Franco         | Víctor Pablo Pérez Pérez                                     |
| 1994 | Jesús Villa Rojo                  | Enrique Morente Corelo                                       |
| 1993 | Antón García Abril                | Luis Galve Raso                                              |
| 1992 | Carmelo Alonso Bernaola           | Joaquín Achúcarro Arisqueta                                  |
| 1991 | Luis de Pablo Costales            | Guillermo González Hernández                                 |
| 1990 | Manuel Castillo Navarro-Aguilera  | -                                                            |
| 1990 | Joan Guinjoan Gispert             | -                                                            |
| 1989 | Cristóbal Halffter Jiménez-Encina | Antonio Ros Marbá (Direcció)                                 |
| 1988 | José Ramón Encinar                | Montserrat Caballé Folc                                      |
| 1987 | Gonzalo De Olavide                | Narciso Yepes                                                |
| 1986 | Rodolfo Halffter Escriche         | Miguel Querol Gavalda (Musicòleg i investigador)             |
| 1985 | Javier Montsalvatge Bassols       | Alícia de Larrocha de la Calle                               |
| 1984 | Ernesto Halffter Escriche         | Eduardo del Pueyo                                            |
| 1983 | Joaquín Rodrigo Vidre             | Nicanor Zabaleta Zala                                        |
| 1982 | Fernando Remacha                  | Andrés Segovia Torres                                        |
| 1981 | Federico Mompou Dencausse         | -                                                            |
| 1980 | -                                 | Victoria de los Ángeles López García, "Victòria dels Àngels" |